# Santa Izabel do Oeste
Santa Izabel do Oeste is een gemeente in de Braziliaanse deelstaat Paraná. De gemeente telt 11.747 inwoners (schatting 2009).